# Spasite utopajuščevo
Spasite utopajuščevo (Спасите утопающего) è un film del 1967 diretto da Pavel Oganezovič Arsenov.